# Sylvia Vrethammar
Eva Sylvia Vrethammar (22 de agosto de 1945 en Uddevalla, Suecia) es una cantante de pop y jazz sueca, famosa para la canción de 1974 Y viva España (versión sueca).
Compitió en el Melodifestivalen 2002 con la canción Hon är en annan nu.